# Аргирохори (дем Ламия)
Аргирохори (на гръцки: Αργυροχώρι) е село във Фтиотида, Централна Гърция, съвсем близо на изток от Ипати. Намира се в полите на северните склонове на планината Ета.

## Име
Старото име на селото е Вогомил (на гръцки: Βογομίλ), което според Перикли Чилев идва от името на средновековните български богомили.